# Pintneriella maccallumi
Pintneriella maccallumi is een lintworm (Platyhelminthes; Cestoda). De worm is tweeslachtig. De soort leeft als parasiet in andere dieren.
Het geslacht Pintneriella, waarin de lintworm wordt geplaatst, wordt tot de familie Rhopalothylacidae gerekend. De wetenschappelijke naam van de soort werd voor het eerst geldig gepubliceerd in 2004 door Palm.